# Potentilla meyeri
Potentilla meyeri är en rosväxtart som beskrevs av Pierre Edmond Boissier. Potentilla meyeri ingår i Fingerörtssläktet som ingår i familjen rosväxter.

## Underarter
Arten delas in i följande underarter:
- P. m. typica
- P. m. fenzlii